# Korg M3
Korg M3 – stacja robocza japońskiej firmy Korg, produkowana od 2007 roku. Konkuruje m.in. z: Rolandem Fantomem i Yamahą Motif XS.

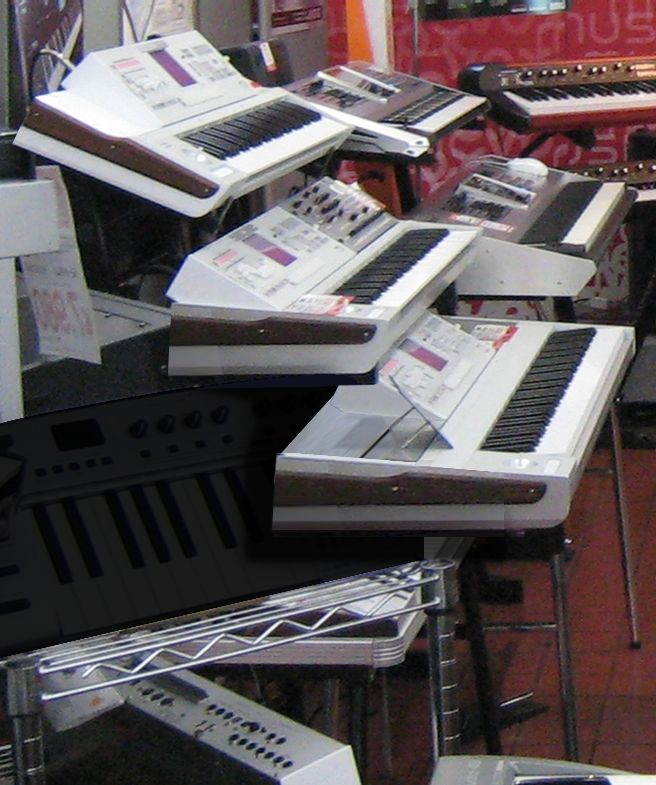
Korg M3 - w tle Roland Fantom G6 i G8

## 1988-2007
Od czasu Korga M1, japońska firma specjalizuje się w produkowaniu stacji roboczych. M1 powstał w końcu lat 80. Później firma Korg kontynuowała produkcję, i rozwój stacji roboczych, począwszy od modelu Trinity, przez legendarną serię Triton, kończąc w 2005 roku na potężnym modelu OASYS. M3 powstał, by pokazać, że mimo konkurencji, Korg jest dalej liczącym się producentem stacji roboczych i syntezatorów. M3 odebrał tytuł "Klawiszy Roku" w 2007 (nadawanym na niemieckim Music Messe) spodziewanemu zwycięzcy - modelowi Yamaha Motif XS.

## Modele
Korg M3 produkowany jest w trzech wersjach klawiszowych: 61, 73 i 88, a nie jak np. Fantom G, czy Motif XS - 61, 76, 88. Seria M3 obejmuje również moduł, sprzedawany także oddzielnie od klawiatury.

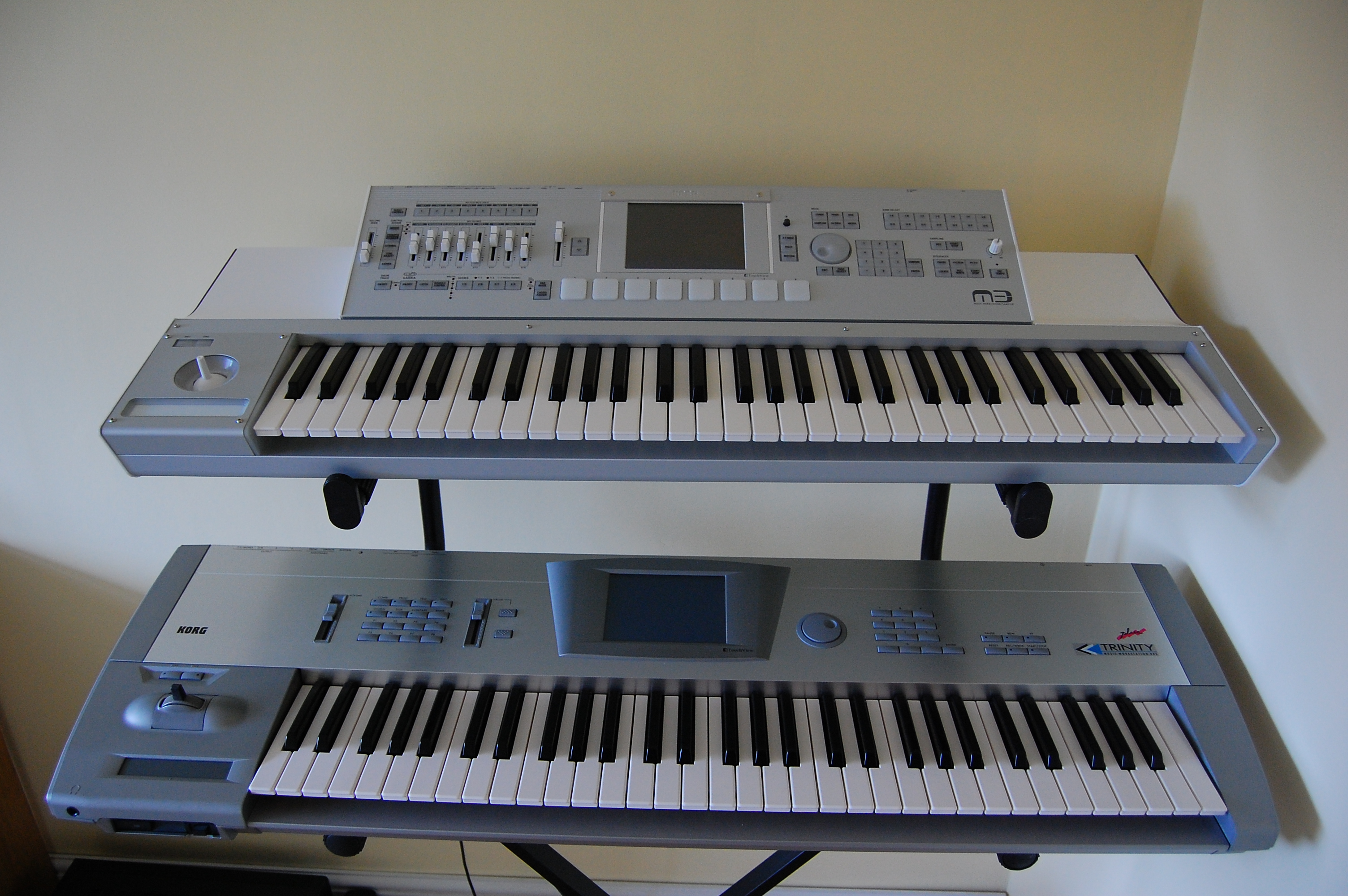
Korg M3-61 (na górze) i Trinity (na dole)

### M3-61
Ta wersja pomieści moduł M3, lub moduł z modelu Radias. Jest ona wyposażona w 61 klawiszy dynamicznych, z efektem After Touch.

### M3-73
Średnia wersja Korga M3 pomieści swój moduł, oraz moduł Radias jednocześnie. Posiada 73 klawisze (6 oktaw), wyposażone w dynamikę, oraz efekt After Touch.

### M3-88
Największa wersja M3 pomieści dwa swoje moduły (M3), albo moduł M3 i Radias jednocześnie. Wyposażona jest w 88 klawiszy ważonych (klawiatura fortepianowa), dynamicznych, z efektem Ballanced Hammer.

## Opis
Korg M3 ma nietypowy wygląd. Jest niemalże biały, oraz składa się z dwóch części: modułu klawiatury, oraz modułu operacyjnego, gdzie mieści się cały panel kontrolny, wyposażony w m.in.: dotykowy wyświetlacz LCD, o przekątnej 5.7", z funkcją X-Y, 8 suwaków, gałka Tap Tempo oraz kontrast wyświetlacza. W skład drugiego modułu, wchodzą: klawiatura (zależnie od wersji 61/73/88 klawiszy), joystick - zastępujący kontrolery Pitch Bend i Modulation, oraz kontroler taśmowy - Ribbon.
Użytkownik posiadający M3 będzie miał: 1664 miejsca na swoje barwy, 1344 fabryczne, 144 zestawy swoje perkusje, 32 fabryczne. M3 bazuje na syntezie EDS. Sztandarowy workstation Korga ma 120 głosów polifonii, 640MB pamięci ROM, 2686 próbek wave.

## Znani użytkownicy
- Keith Harris
- Sansone Pat Wilco
- Panda Bear
- Singing Bee
- Kenny Moran
- Eldar Djangirov
- Scott Rockenfield
- Anthony Gonzalez
- Adam Wakeman